# Philodromus micans
Philodromus micans là một loài nhện trong họ Philodromidae.
Loài này thuộc chi Philodromus. Philodromus micans được miêu tả năm 1875 bởi Menge.